# Valet de trèfle
Pour les articles homonymes, voir Mistigri.
Le valet de trèfle est une carte à jouer.
Elle est appelée mistigri dans divers jeux de cartes tels que le brelan ou la bouillotte.

## Caractéristiques
Le valet de trèfle fait partie des jeux de cartes utilisant les enseignes françaises. En France, on le retrouve dans les jeux de 32 cartes, de 52 cartes et de tarot. Un valet et un trèfle, il s'agit d'une figure.
Son rang habituel est situé entre le dix de trèfle et la dame de trèfle (ou le cavalier de trèfle au tarot). Il est généralement la plus faible des figures de trèfle. Toutefois, comme pour les autres valets, certains jeux (comme la belote, l'euchre ou le Karnöffel (en)) peuvent promouvoir le valet de trèfle au plus haut rang s'il s'agit d'un atout. Au Nain jaune, le valet de trèfle est l'une des cinq cartes pour laquelle une mise est attribuée.
Dans les enseignes latines, son équivalent est le valet de bâton ; dans les enseignes allemandes et suisses, il s'agit de l'Unter de gland (Eichelnunter ou Eichelnnunder).

## Représentations
Comme les autres valets, le valet de trèfle représente un personnage, typiquement un homme en costume associé à l'Europe des XVIe et XVIIe siècles, peut-être un domestique, un cavalier à pied ou un écuyer. Les représentations régionales du valet de trèfle, si elles sont relativement similaires, diffèrent néanmoins significativement sur les détails.
Dans les cartes vendues en France, le valet de trèfle est un homme d'allure jeune, imberbe, aux cheveux blancs descendant sur la nuque. Son visage est légèrement tourné vers la gauche de la carte. Ses habits sont rouges, bleus et jaunes, et il est coiffé d'un chapeau bleu. À la différence des autres valets, sa main droite ne repose pas sur sa hanche : elle tient un bouclier qui, par le passé, servait à recevoir l'enseigne du fabricant. Dans les cartes françaises, le bouclier est généralement ovale ; dans les cartes belges, il est triangulaire. Les figures des cartes françaises sont à portrait double, symétriques par rapport à la diagonale, et le valet de trèfle suit cette représentation.
Dans les cartes anglaises, souvent utilisées au poker, le visage du valet de trèfle est légèrement tourné vers la droite de la carte. Il est imberbe et ses habits sont rouges ; son chapeau porte une feuille jaune. Dans sa main gauche, il tient un long objet vertical, peut-être une flèche.
Dans Les cartes allemandes, le valet de trèfle est un homme portant barbe et moustache, regardant vers la gauche et tenant une hallebarde dans sa main gauche ; sa main droite est posée sur sa poitrine. Cette représentation se retrouve pour le valet de trèfle du tarot nouveau utilisé en France pour le jeu de tarot.
Les cartes italiennes faisant usage des enseignes françaises représentent le valet de trèfle de diverses façons. Dans le jeu génois, il ressemble fortement au portrait français. Le jeu lombard le représente avec une moustache et une barbiche, le visage tourné vers la gauche de la carte, une lance dans la main gauche. Dans Le jeu piémontais, il est imberbe, regarde légèrement vers la gauche ; il tient une hallebarde dans sa main gauche et ce qui semble être une coupe dans la main droite. En Toscane, il est représenté en pied avec barbe et moustache blondes, un habit bleu et des chausses jaunes ; dans ses mains, il tient un livre.
Si la variante indique la valeur des cartes dans les coins, celle du valet de trèfle est reprise en noir par l'initiale du mot dans la langue correspondante (« V » pour « valet » en français, « J » pour « jack » en anglais, « B » pour « Bube » en allemand, etc.).
De façon unique, chacune des figures des cartes françaises portent un nom, inscrit dans un coin, dont l'origine et la signification sont incertaines,. Le valet de trèfle est appelé « Lancelot », probable référence à Lancelot du Lac.

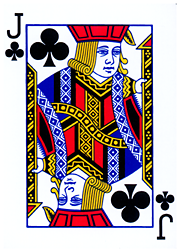
Valet de trèfle, portrait anglais, jeu de poker.
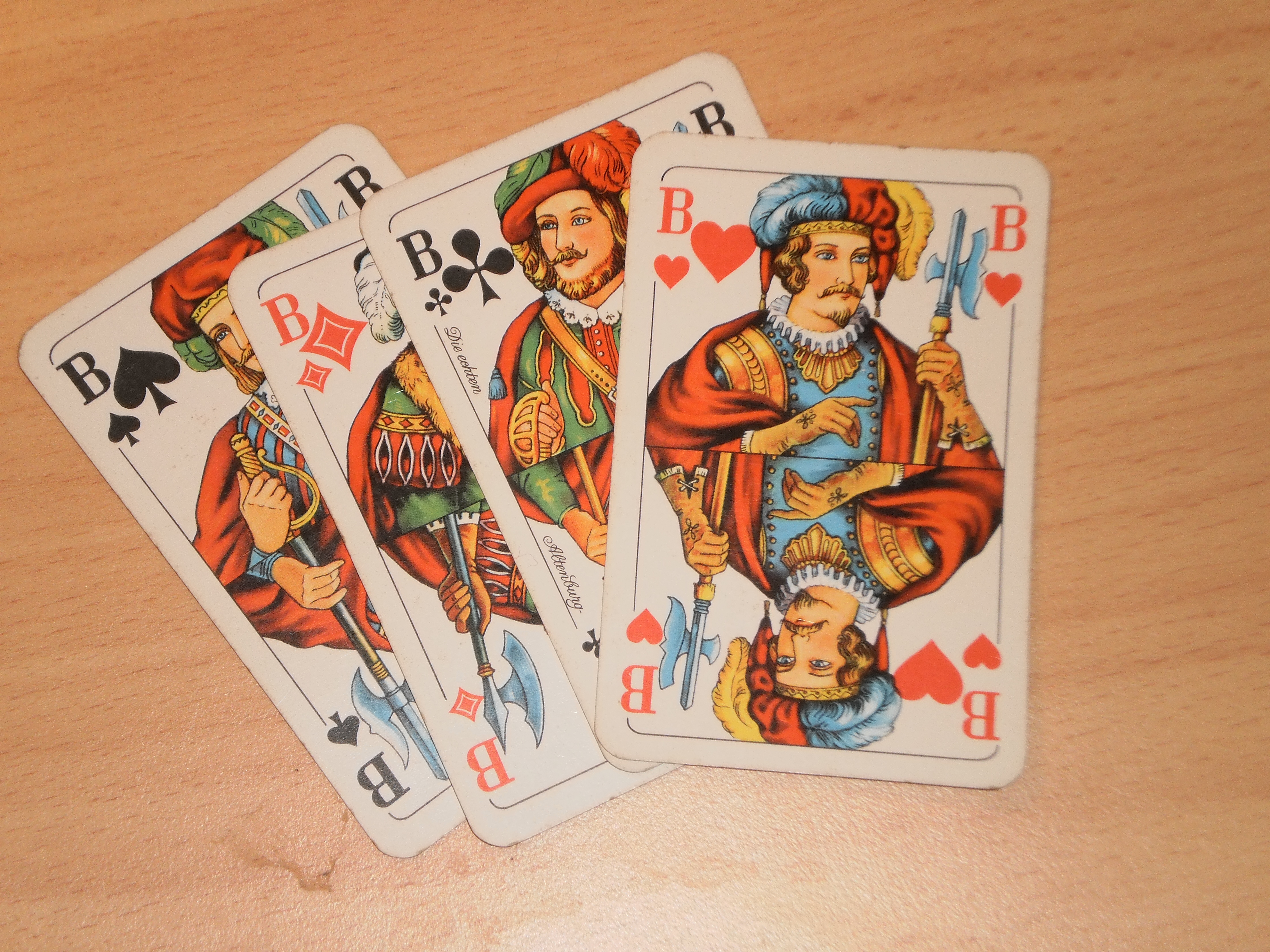
Quatre valets, portrait allemand.
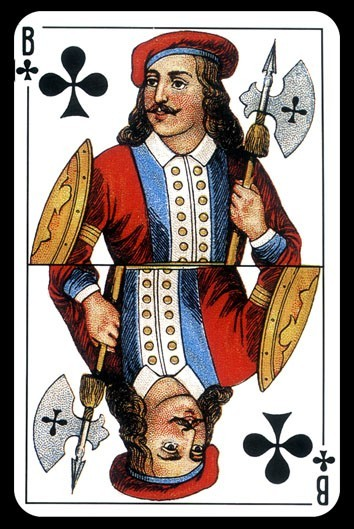
Valet de trèfle, carte russe.

## Historique
Les premières cartes à jouer éditées en Europe ne comportent aucune des enseignes rencontrées dans les jeux français contemporains. Les enseignes latines (bâtons, deniers, épées et coupes) sont probablement adaptées des jeux de cartes provenant du monde musulman,. Les enseignes françaises sont introduites par les cartiers français à la fin du XVe siècle, probablement par adaptation des enseignes germaniques (glands, grelots, feuilles et trèfles). Les enseignes françaises procèdent d'une simplification des enseignes précédentes, permettant une reproduction plus aisée (et donc un moindre coût de fabrication). L'enseigne de trèfle semble trouver son origine dans celle de gland des enseignes germaniques, débarrassée de ses détails et fortement stylisée. Le passage du bâton des enseignes latines au gland des enseignes germaniques pourrait quant à lui provenir d'une altération de la pointe de ces premières.
Les figures des premiers jeux de cartes européens sont le roi, le cavalier et le fantassin (« fante » en italien) ou valet. La plupart des jeux régionaux conservent cette distinction entre cavalier et valet (les jeux allemands, les désignent comme valet supérieur, Ober, et valet inférieur, Unter). Les jeux français remplacent parfois le cavalier par la dame mais conservent le valet.
Vers 1510, le cartier Guyon Guymier publie le plus ancien jeu de cartes au portrait français connu actuellement. Le valet de trèfle s'y nomme Judas Maccabée. Entre 1613 et 1817, les artisans cartiers français sont obligés de faire figurer leur enseigne sur le valet de trèfle ; après cette date, l'as de trèfle récupère une marque particulière.

## Informatique
Le valet de trèfle fait l'objet d'un codage dédiée dans le standard Unicode : U+1F0DB, « 🃛 » (cartes à jouer) ; ce caractère sert également pour le valet de bâton.